# Respire
Respire é um filme de drama francês de 2014 dirigido por Mélanie Laurent, baseado no romance de mesmo nome de Anne-Sophie Brasme. O filme é estrelado por Joséphine Japy, Lou de Laâge e Isabelle Carré. 

## Elenco
- Joséphine Japy como Charlie
- Lou de Laâge como Sarah
- Isabelle Carré como Vanessa
- Claire Keim como Laura
- Roxane Duran como Victoire
- Fanny Sidney como Isa
- Carole Franck como Mãe de Sarah
- Marie Denarnaud as Marie
- Thomas Solivéres como Gastine
- Camille Claris como Delphine
- Alejandro Albarracín como Esteban
- Radivoje Bukvic como Pai de Charlie
- Louka Meliava como Lucas
- Louise Grinberg como Louise
- Anne Marivin

## Produção
As filmagens ocorreram em Béziers de 25 de novembro de 2013 a janeiro de 2014.

## Lançamento
O filme foi exibido na seção Semana da Crítica Internacional no Festival de Cinema de Cannes de 2014. Também foi exibido na seção Contemporary World Cinema no Festival Internacional de Cinema de Toronto de 2014.  Em janeiro de 2015, Respire recebeu três indicações ao 20º Prêmio Lumière e também duas indicações ao 40º Prêmio César.

## Recepção
No Rotten Tomatoes, o filme tem uma avaliação de 93% de críticas positivas, com base em 45 resenhas, com nota média de 7,7/10. O consenso crítico do site diz: "Respire encontra a escritora e diretora Mélanie Laurent abrindo uma janela sensível e bem-atuada para a reviravolta agridoce da adolescência". O Metacritic dá ao filme uma classificação de 78 em 100, com base em 17 avaliações, indicando "críticas geralmente favoráveis".  